# 上南畑神社
上南畑神社（かみなんばたじんじゃ）は、埼玉県富士見市の神社。

## 歴史
創建年代は不明である。ただ神社明細帳では、「文明八丙申年（1476年）」と記された金幣があったとされていることから、室町時代中期には既に存在していたものと推測される。なお、この金幣は1846年（弘化3年）の洪水で流されてしまい、現存していない。
1872年（明治5年）、近代社格制度に基づく「村社」に列せられ、1908年（明治41年）の神社合祀により周辺の5社（境内社含む）が合祀された。翌年に「水越明神社」から「上南畑神社」に改称した。

## 交通アクセス
- 路線バスJA南畑支店前停留所より徒歩2分。